# Hissam Hussein Dehaini
Hissam Hussein Dehaini (São Paulo, 20 de agosto de 1957) es un político y empresario brasileño, actual alcalde de Araucária.

## Carrera política
Dehaini se candidató por primera vez en 2012 y no tuvo éxito. Fue elegido en 2016, por un período de 4 años, y reelecto en 2020, en primera vuelta.
En 2017 envió a la Cámara de Concejales un proyecto de ley que disponía la exención de tarifas de transporte público para estudiantes de escuelas públicas. En diciembre de 2019, Dehaini vetó el proyecto de ley que preveía un aumento del 60% en el salario de los concejales de Araucária. Sin embargo, el veto fue anulado más tarde.
Durante las elecciones generales de 2022, Dehaini hizo campaña a favor de Jair Bolsonaro.

### Matrimonio con adolescente y nombramiento de suegra
En 2023, Dehaini fue objeto de múltiples reportajes, a nivel nacional e internacional, luego de casarse con una adolescente de 16 años, su quinta esposa, y al día siguiente nombrar a su suegra, Marilene Rode, para el cargo de secretaria de Cultura y Turismo. La boda fue oficiada por la vicealcaldesa de Araucária, quien es notaria pública. Acusaciones de nepotismo ya habían marcado la gestión de Dehaini en la alcaldía de Araucária en su primer mandato, cuando empleó a su entonces esposa, sus hijas y sus cuñados en la alcaldía. Tras las repercusiones del caso, Dehaini fue desafiliado de su partido, Ciudadanía, al que estaba afiliado desde 2009. El 26 de abril, Marilene Rode fue despedida, al igual que Elizangela Rode, tía de la adolescente y Secretaria de Planificación.

## Vida personal
En 2006, Dehaini tuvo un accidente automovilístico con su primera esposa, quien falleció.